# Nature Cell Biology
Nature Cell Biology, abgekürzt Nat. Cell Biol., ist eine Fachzeitschrift, die von der Nature Publishing Group herausgegeben wird. Die Erstausgabe erschien im Mai 1999. Derzeit werden zwölf Ausgaben im Jahr publiziert. Die Zeitschrift veröffentlicht Artikel aus allen Bereichen der Zellbiologie. Folgende Themenschwerpunkte werden bearbeitet:
- Zelluläre und molekulare Mechanismen der Entwicklung
- Stammzellbiologie
- Membranverkehr, Proteinsortierung und Organellen
- Zelladhäsion und -migration
- Dynamik des Zytoskeletts
- Autophagie
- Zellzyklus und Zellwachstum
- DNA-Replikation und -reparatur
- Apoptose und Zelltod
- Signaltransduktion
- Proteinabbau
- Organisation des Zellkerns und nukleäre Transporte
- Zelluläre und molekulare Mechanismen von menschlichen Erkrankungen (incl. Krebs)

Der Impact Factor des Journals lag im Jahr 2014 bei 19,679. Nach der Statistik des ISI Web of Knowledge wird das Journal mit diesem Impact Factor in der Kategorie Zellbiologie an sechster Stelle von 184 Zeitschriften geführt.
Chefherausgeberin ist Sowmya Swaminathan, die beim Verlag angestellt ist.